# Цулукидзе, Александр Петрович
Александр Петрович Цулукидзе (груз. ალექსანდრე პეტროვიჩი წულუკიძე; 22 января 1888 или 4 [16] августа 1888, Квахчири, Тержольский муниципалитет, Российская империя — 21 января 1967 или 3 июля 1967, Тбилиси, Грузинская ССР, СССР) — советский учёный хирург-уролог, доктор медицинских наук (1935),  профессор (1935), член-корреспондент АМН СССР (1945), академик АН Грузинской ССР (1955). Заслуженный деятель науки Грузинской ССР (1941)

## Биография
Родился 4 августа 1888 года в Тбилиси.
С 1908 по 1913 год обучался на медицинском факультете Императорского Харьковского университета. С 1913 по 1915 год на клинической работе в больницах Северного Кавказа в качестве врача-хирурга. С 1915 по 1916 год участник Первой мировой войны в составе военного санитарного поезда Западного фронта в качестве врача-хирурга.
С 1916 по 1922 год на клинической работе в Тифлисском военном лазарете и в Тифлисской Михайловской больнице в качестве врача-хирурга под руководством Г. М. Мухадзе. С 1922 по 1924 и в 1926 годах  находился в заграничной командировке в Австрии, Германии и Франции где специализировался по хирургической урологии. 
С 1927 по 1930 год на педагогической работе на медицинском факультете  Тбилисского государственного университета в качестве приват-доцента кафедры госпитальной хирургии, где вёл курс урологии. С 1930 по 1933 год на педагогической работе в Тбилисском государственном медицинском институте в качестве профессора и заведующего кафедрой общей хирургии. 
С 1933 по 1959 год на педагогической работе в Тбилисском государственном институте усовершенствования врачей в должностях: заведующий кафедрой хирургии, а с 1953 по 1959 год — заведующий  кафедрой урологии, одновременно с 1949 по 1953 год — директор этого института. С 1941 по 1945 год в период Великой Отечественной войны помимо основной деятельности являлся — главным хирургом эвакогоспиталей Народного комиссариата здравоохранения Грузинской ССР. 
С 1959 по 1965 год организатор и первый директор НИИ урологии Министерства здравоохранения Грузинской ССР.

### Научно-педагогическая деятельность и вклад в науку
Основная научно-педагогическая деятельность А. П. Цулукидзе была связана с вопросами в области хирургии и урологии, занимался исследованиями в области  вопросов клиники и лечения предстательной железы и опухолей мочевого пузыря, мочекаменной болезни, занимался продвижением применения бактериофага в урологии и хирургии. А. П. Цулукидзе являлся — почётным членом Всесоюзного общества урологов, председателем Отделения медицины АН Грузинской ССР и членом редакционной коллегии научного медицинского журнала «Урология».
В 1935 году защитил докторскую диссертацию на соискание учёной степени доктор медицинских наук. В 1935 году ВАК СССР ему было присвоено учёное звание профессор. В 1945 году он был избран член-корреспондентом АМН СССР, в 1955 году был избран действительным членом АН Грузинской ССР.  А. П. Цулукидзе было написано более сто двадцати научных работ, в том числе шестнадцать монографий и учебников для высших учебных заведений. А. П. Цулукидзе являлся редактором редакционного отдела «Урология» второго издания Большой медицинской энциклопедии.

## Основные труды
- Врачи-грузины XIX столетия: [Биогр. очерки] / А. П. Цулукидзе. - Тбилиси : Грузмедгиз, 1948. - 116 с.
- Очерки оперативной урологии / Проф. А. П. Цулукидзе. - Тбилиси : Грузмедгиз, 1955. - 214 с.
- Хирургические заболевания мочевых и половых органов / Проф. А. П. Цулукидзе. - Москва : Медгиз, 1955. - 392 с.
- Пересадка мочеточников в кишечник / А. П. Цулукидзе, Д. Д. Мурванидзе. - Тбилиси : Грузмедгиз, 1955. - 94 с.
- Выключение и удаление мочевого пузыря / А. П. Цулукидзе, Д. Д. Мурванидзе. - Тбилиси : Грузмедгиз, 1957. - 130 с.
- Клинические материалы мочекаменной болезни / Проф. А. П. Цулукидзе. - Тбилиси : Сабчота Сакартвело, 1958. - 195 с.
- Новообразования мочевого пузыря и их оперативное лечение. - Тбилиси : Сабчота Сакартвело, 1964. - 131 с.
- Очерки оперативной урологии / [АН Груз. ССР]. - 3-е изд. - Тбилиси : Мецниереба, 1966. - 284 с.
- От сельского врача до академика. - Тбилиси : Мерани, 1971. - 166 с[6]

## Награды и звания
- Орден Ленина
- Два ордена Трудового Красного Знамени
- Два ордена Красной Звезды
- Медаль «За победу над Германией в Великой Отечественной войне 1941—1945 гг.»
- Заслуженный деятель науки Грузинской ССР (1941)[4][5]

## Память
Имя А. П. Цулукидзе носит НИИ урологии и нефрологии М3 Грузии